# باشگاه فوتبال سپاهان در فصل ۹۵–۱۳۹۴
در این صفحه شما اطلاعات سپاهان اصفهان در فصل ۹۵–۱۳۹۴ فوتبال ایران را خواهید دید. سپاهان اصفهان در این فصل در لیگ برتر پانزدهم و جام حذفی بیست و نهم شرکت کرد و در نهایت با کسب رتبه یازدهم و حذف در نیمه‌نهایی جام حذفی و حذف در مرحله گروهی لیگ قهرمانان آسیا، این فصل پر فراز و نشیب را به پایان رساند.

## حواشی
محرم نویدکیا که پیش از آغاز لیگ در تمرین‌ها حضور داشت ناگهان غایت شد و تماس‌های هیچ‌کدام از مدیران و مربی تیم و رسانه‌ها را جواب نمی‌داد و گمانه‌زنی‌های رسانه‌ای آغاز شد! از ماجرای حذف نام علی احمدی از لیست فرکی تا فروش زمین‌ها باغ‌دریاچه و با انتشار بیانیه‌ای از کاپیتان یگانهٔ اصفهانی‌ها و خداحافظی از فوتبال به نقطهٔ اوج رسید. سپاهانی‌ها که پس از هفته پنجم لیگ و هم‌زمان با ترانسفر احسان حاج‌صفی به بوندسلیگا رنگ پیروزی را ندیده بودند و محرم را شاه کلید اتحاد و همدلی تیم می‌دانستند و ایمان داشتند محرم خلاف منافع سپاهان عمل نمی‌کند برای بازگشتش کمپینی به راه انداختند و فشار زیادی را روی مجموعهٔ سپاهان و مدیران فولادمبارکه ایجاد کردند. پس این جریان هادی عقیلی کاپیتان دوم زردها وارد عمل شد و با حضور در منزل نویدکیا و صحبت با او، متقاعدش کرد که سپاهان بیش از هر زمان دیگری نیاز به او دارد و نویدکیا به تمرینات تیم بازگشت و دو روز بعد در مقابل ملوان ۳۰ دقیقه به میدان رفت. اما پس از بازی تأکید کرد که مشکلاتش حل نشده و صرفاً چشمش را بسته و به خاطر هوادارن و هم‌تیمی‌هایش برگشته تا بتواند به تیم کمک کند. وقتی گزارشگر برنامهٔ نود از او پرسید که فکر می‌کنید یک بازیکن -حتی اسطوره یک باشگاه- آنقدر باشگاه را درگیر این مسائل بکند درست است؟ محرم پاسخ داد: در همهٔ این سال‌ها هرگاه باشگاه دچار مشکلات مالی بوده یا به دنبال جذب بازیکنی بوده یا مشکلات بازیکنان با مربی‌ها و سکو را باید محرم حل می‌کرده و حالا چطور شده که حالا یک‌دفعه محرم دخالت می‌کند؟! حسین فرکی که با تیم‌اش بعد از پیروزی در هفته پنجم برابر سایپا، در هفته‌های بعدی ابتدا در خانه مقابل تراکتورسازی متوقف شد، سپس در زمین صبای قم با یک گل شکست خورد، بعد از آن در خانه مقابل سیاه‌جامگان پیروز نشد، در بازی بعدی در زمین ملوان به تساوی رضایت داد، در هفته دهم در خانه با ۳ گل مغلوب استقلال شد و شنبه شب نهم آبان هم در خانه استقلال اهواز قعرنشین، پیروزی یک بر صفر با با تساوی یک بر یک عوض کرد تا در صبح یکشنبه ۱۰ مهر پروندهٔ سرمربیگری‌اش در سپاهان اصفهان بسته شود و با یک توافق دوجانبه از تیم جدا شود. باشگاه سپاهان که می‌خواست این بار با حوصله و تفکر مربی جدید را انتخاب کند محرم نویدکیا را به صورت موقت به عنوان سرمربی سپاهان انتخاب کرد تا سکان این تیم در بازی حساس سپاهان و راه‌آهن در مرحلهٔ یک چهارم پایانی به دست کاپیتان محبوب باشد و طبعاً نتیجه هر چه باشد فشاری را روی مدیریت باشگاه منتقل نکند. سپاهان بحران زده با یک نمایش خوب از سد راه‌آهن گذشت تا کاپیتان باز هم منجی زردها باشد. سرانجام پس از گذشت ده روز از جدایی حسین فرکی باشگاه سپاهان از میان گزینه‌هایی چون لوکا بوناچیچ، دراگان اسکوچیچ، رائول کانه‌دا و ایگور اشتیماتس، اشتیماتس را برگزید تا هدایت این تیم برای یک فصل و نیم آینده به این مربی سرشناس کروات سپرده شود. اما مربی کروات هم در این تیم موفق نبود. ایگور استیماچ بعد از ۲۰ بازی که در لیگ برتر و لیگ قهرمانان آسیا و جام حذفی روی نیمکت سپاهان نشست با تنها دو برد ۹ مساوی و ۴ باخت که آخرین باخت آن مقابل تیم الاتحاد عربستان با نتیجه سنگین ۴-۰ سنگین‌ترین باخت تیم سپاهان در تمام ادوار لیگ قهرمانان آسیا بود. استعفا کرد تا قاسم زاغی‌نژاد دستیار حسین فرکی و ایکور استیماچ موقتاً تا پایان فصل سرمربی سپاهان باشد. پس از ایجاد تغییرات در کادر مربیگری سپاهان و کسب دو برد در لیگ‌برتر، سپاهان بازی آخر لیگ قهرمانان آسیا مقابل الاتحاد عربستان شکست خورد تا بدترین نتیجه سپاهان در تمام ادوار لیگ قهرمانان آسیا رقم خورد.
سپاهان که با تغییر مدیرعامل یک روز پیش از آغاز لیگ برتر کارش را آغاز کرده بود با کسب رتبه یازدهم لیگ برتر، حذف در جام حذفی و حذف در مرحله گروهی لیگ قهرمانان آسیا و ثبت بدترین آمار در این مسابقات و تعویض سه سرمربی، فصل سیاهش را به پایان رساند.

## تدارکات

### پیش فصل
به دستور کادر فنی تیم و برنامه‌ریزی باشگاه، تمرینات از اویل تیرماه ۱۳۹۴ آغاز شد. طلایی‌پوشان اصفهان، ۱۹ تیر، اصفهان را به مقصد ترکیه ترک کردند و در یکی از کمپ‌های شهر بولو اردو زدند. شاگردان فرکی در این اردوی ۱۰ روزه، سه دیدار تدارکاتی با تیم‌های آلتیناردو، مرسین اسپرت و ترینیداد و توباگو را در دستور کار داشتند و با یک مساوی، یک برد و یک باخت از این اردوی ده روزه به خانه بازگشتند. پس از بازگشت از سفر و کم کردن فشار تمرینات دیداری دوستانه با راه‌آهن برگزار کردند و با کسب یک پیروزی به استقبال دوره پانزدهم مسابقات لیگ برتر ایران رفتند رفتند.

### نیم‌فصل
تیم فوتبال سپاهان که با کسب نتایج ضعیف در رده نهم جدول لیگ برتر ایستاده بود با تغییرا در کادر فنی و اضافه شدن برزیلی‌هایش پریرا و پادوانی و سه بازیک جدید خود، ایبریچیچ، منوچهری و هزامی برای کسب هماهنگی بیشتر عازم ترکیه شد تا اردوی ۹ روزه خود را در کمپی ۶۰ کیلومتری آنتالیا برگزار کند. آنها در اولین دیدار تدارکاتی خود در مقابل تیم سومقاییت آذربایجان قرار گرفت و موفق شد با نتیجه ۲ بر یک این تیم را شکست دهد.

### بازی‌های دوستانه
برد
      مساوی
      باخت
      انجام نشده
| تاریخ هفته | میزبان | نتیجه | مهمان | محل برگزاری |

| ۲۲ تیر ۱۳۹۴ ۱ | سپاهان                   | ۳ – ۳      | آلتیناردو | بولو |
| ۱۸:۳۰         | خلعتبری · شریفی · حاج‌صفی | خلاصه بازی |           |      |

| ۲۴ تیر ۱۳۹۴ ۲ | سپاهان        | ۲ – ۰      | مرسین اسپرت | بولو |
| ۱۸:۳۰         | شیمبا · شریفی | خلاصه بازی |             |      |

| تیر ۱۳۹۴ ۳ | سپاهان  | ۱ – ۲      | ترینیداد و توباگو | بولو |
| ۱۸:۳۰      | خلعتبری | خلاصه بازی |                   |      |

| ۰۲ مرداد ۱۳۹۴ ۴ | سپاهان         | ۲ – ۱      | راه‌آهن | اصفهان                |
| ۱۷:۳۰           | خلعتبری · نجفی | خلاصه بازی | محمدی  | ورزشگاه: مجموعه فردوس |

| ۱ بهمن ۱۳۹۴ ۵ | سپاهان | ۲ – ۱      | سومقاییت | آنتالیا             |
| ۱۸:۳۰         | خلعتبری · فاضلی · بازیکنان: · نیمه اول: · احمدی، کرمی، عقیلی، غفوری، گردانی، سرلک، ایبریچیچ، رسول نویدکیا، پاپی خلعتبری و پریرا · نیمه دوم: · امینی، روشندل، قائدی‌فر، بحیرایی، فاضلی، هزامی، منوچهری، نجفی و پادووانی | خلاصه بازی |          | ورزشگاه: مردان پلاس |

| ۴ بهمن ۱۳۹۴ ۶ | سپاهان | ۲ – ۳      | آ.اس.آ ترگو مورش | آنتالیا             |
| ۱۸:۳۰         | خلعتبری · پریرا · بازیکنان: · نیمه اول: · احمدی، پادووانی، عقیلی، غفوری، گردانی، موسایف، سرلک، ایبریچیچ، خلعتبری، رسول نویدکیا، و پریرا · نیمه دوم: · گردان، کرمی، بحیرایی، هزامی، فاضلی، پاپی، نجفی، منوچهری و نویدکیا | خلاصه بازی |                  | ورزشگاه: مردان پلاس |

## زمان‌بندی
| مسابقات                | اولین مسابقه      | آخرین مسابقه         | رتبه/ مرحله        | توضیحات |
| ---------------------- | ----------------- | -------------------- | ------------------ | --- |
| لیگ برتر ۹۵–۱۳۹۴       | ۸ مردادماه ۱۳۹۴   | ۲۴ اردیبهشت ماه ۱۳۹۵ | یازدهم             | کسب پائین‌ترین رده در ادوار لیگ برتر                                                                        |
| جام حذفی ۹۵–۱۳۹۴       | ۲۰ شهریورماه ۱۳۹۴ | ۳ آذرماه ۱۳۹۴        | نیمه نهایی         | شکست از ذوب‌آهن در ضربات پنالتی                                                                             |
| لیگ قهرمانان آسیا ۲۰۱۶ | ۴ اسفندماه ۱۳۹۴   | ۱۵ اردیبهشت ۱۳۹۵     | حذف در مرحله گروهی | با یک برد و پنج شکست و فقط کسب سه امتیاز، بدترین نتیجه سپاهان در همه دوره‌های لیگ قهرمانان آسیا به دست آمد. |

## جدول عملکرد در همه بازی‌ها
| مجموع | مجموع  | مجموع | مجموع | مجموع | مجموع | مجموع | مجموع | خانه | خانه | خانه | خانه | خانه | خانه | مهمان | مهمان | مهمان | مهمان | مهمان | مهمان |
| بازی  | امتیاز | پ     | ت     | ش     | گ‌ز    | گ‌خ    | ت‌گ    | پ    | ت    | ش    | گ‌ز   | گ‌خ   | ت‌گ   | پ     | ت     | ش     | گ‌ز    | گ‌خ    | ت‌گ    |
| ----- | ------ | ----- | ----- | ----- | ----- | ----- | ----- | ---- | ---- | ---- | ---- | ---- | ---- | ----- | ----- | ----- | ----- | ----- | ----- |
| ۲۸    | ۳۸     | ۸     | ۱۴    | ۶     | ۲۹    | ۲۸    | ۱+    | ۴    | ۸    | ۲    | ۱۸   | ۱۷   | ۱+   | ۴     | ۶     | ۴     | ۱۱    | ۱۱    | ۰     |

|}

آخرین به روز رسانی جدول ۲۸ آوریل ۲۰۱۶
منبع: آمار و اطلاعات لیگ برتر
نحوه قرار گرفتن در جدول:1st امتیاز؛ 2nd تفاضل گل؛ 3rd گل زده.
# = رتبه در جدول؛ بازی = تعداد بازی؛ برد = بازیهای برده؛ مساوی = بازیهای مساوی؛ باخت = بازیهای باخته؛ زده = گل زده؛ خورده = گل خورده؛ تفاضل = تفاضل گل؛ امتیاز = امتیاز گرفته؛
(ق) = قهرمان؛ (س) = سقوط کرده؛ (ص) = صعود به رده بالاتر؛ (پ) = رفتن به پلی آف؛ (۱/۴) = رفتن به ۱/۴

## مسابقات

### لیگ برتر

#### جدول
| رتبه | تیم             | بازی | برد | مساوی | باخت | گل زده | گل خورده | گل تفاضل | امتیاز | صعود یا سقوط                       |
| ---- | --------------- | ---- | --- | ----- | ---- | ------ | -------- | -------- | ------ | ---------------------------------- |
| ۱    | استقلال خوزستان | ۳۰   | ۱۵  | ۱۲    | ۳    | ۳۳     | ۱۴       | ۱۹+      | ۵۷     | مرحله گروهی لیگ قهرمانان آسیا ۲۰۱۷ |
| ۲    | پرسپولیس        | ۳۰   | ۱۶  | ۹     | ۵    | ۵۰     | ۳۴       | ۱۶+      | ۵۷     | مرحله گروهی لیگ قهرمانان آسیا ۲۰۱۷ |
| ۳    | استقلال         | ۳۰   | ۱۳  | ۱۳    | ۴    | ۴۳     | ۲۸       | ۱۵+      | ۵۲     | مرحله پلی‌آف لیگ قهرمانان آسیا ۲۰۱۷ |
| ۴    | تراکتورسازی     | ۳۰   | ۱۳  | ۱۲    | ۵    | ۴۳     | ۲۷       | ۱۶+      | ۵۱     |                                    |
| ۵    | نفت تهران       | ۳۰   | ۱۳  | ۱۰    | ۷    | ۳۰     | ۲۱       | ۹+       | ۴۹     |                                    |
| ۶    | ذوب‌آهن          | ۳۰   | ۱۱  | ۱۳    | ۶    | ۳۸     | ۲۶       | ۱۲+      | ۴۶     | مرحله گروهی لیگ قهرمانان آسیا ۲۰۱۷ |
| ۷    | صبا             | ۳۰   | ۹   | ۱۵    | ۶    | ۳۰     | ۲۴       | ۶+       | ۴۲     |                                    |
| ۸    | سایپا           | ۳۰   | ۱۱  | ۷     | ۱۲   | ۲۸     | ۳۱       | ۳−       | ۴۰     |                                    |
| ۹    | گسترش           | ۳۰   | ۱۰  | ۹     | ۱۱   | ۳۶     | ۳۲       | ۴+       | ۳۹     |                                    |
| ۱۰   | پدیده           | ۳۰   | ۱۰  | ۹     | ۱۱   | ۳۰     | ۳۵       | ۵−       | ۳۹     |                                    |
| ۱۱   | سپاهان          | ۳۰   | ۸   | ۱۴    | ۸    | ۲۹     | ۳۰       | ۱−       | ۳۸     |                                    |
| ۱۲   | فولاد           | ۳۰   | ۹   | ۸     | ۱۳   | ۲۶     | ۳۷       | ۱۱−      | ۳۵     |                                    |
| ۱۳   | سیاه جامگان     | ۳۰   | ۷   | ۶     | ۱۷   | ۲۳     | ۳۴       | ۱۱−      | ۲۷     |                                    |
| ۱۴   | ملوان           | ۳۰   | ۵   | ۱۲    | ۱۳   | ۲۳     | ۳۵       | ۱۲−      | ۲۷     | سقوط به لیگ آزادگان ۹۶–۱۳۹۵        |
| ۱۵   | راه‌آهن          | ۳۰   | ۵   | ۱۰    | ۱۵   | ۲۴     | ۳۶       | ۱۲−      | ۲۵     | سقوط به لیگ آزادگان ۹۶–۱۳۹۵        |
| ۱۶   | استقلال اهواز   | ۳۰   | ۲   | ۷     | ۲۱   | ۱۶     | ۵۸       | ۴۲−      | ۱۳     | سقوط به لیگ آزادگان ۹۶–۱۳۹۵        |

- ۱. تیم ذوب‌آهن اصفهان با قهرمانی در جام حذفی ۹۵–۱۳۹۴ به لیگ قهرمانان آسیا ۲۰۱۷ راه پیدا کرد.

### بررسی مسابقات
| رقابت         | اولین بازی     | آخرین بازی       | جایگاه نهایی | آمار | آمار | آمار | آمار | آمار | آمار | آمار | آمار  |
| رقابت         | اولین بازی     | آخرین بازی       | جایگاه نهایی | بازی | ب    | ت    | ش    | گ‌ز   | گ‌خ   | ت‌گ   | % برد |
| ------------- | -------------- | ---------------- | ------------ | ---- | ---- | ---- | ---- | ---- | ---- | ---- | ----- |
| لیگ برتر      | ۸ مرداد ۱۳۹۴   | ۲۴ اردیبهشت ۱۳۹۵ | یازدهم       | ۳۰   | ۸    | ۱۴   | ۸    | ۲۹   | ۳۰   | ۱−   | ۰۲۷   |
| جام حذفی      | ۲۰ شهریور ۱۳۹۴ | ۳ آذر ۱۳۹۴       | نیمه‌نهایی    | ۴    | ۳    | ۱    | ۰    | ۱۱   | ۳    | ۸+   | ۰۷۵   |
| قهرمانان آسیا | ۴ اسفند ۱۳۹۴   | ۱۵ اردیبهشت ۱۳۹۵ | مرحله گروهی  | ۶    | ۱    | ۰    | ۵    | ۲    | ۱۱   | ۹−   | ۰۱۷   |
| مجموع         | مجموع          | مجموع            | مجموع        | ۴۰   | ۱۲   | ۱۵   | ۱۳   | ۴۲   | ۴۴   | ۲−   | ۰۳۰   |

آخرین به‌روزرسانی در: ۱۰ نوامبر ۲۰۱۸.

منبع: رقابت‌ها

#### خلاصه نتایج و وضعیت
| هفته  | ۱ | ۲ | ۳ | ۴ | ۵ | ۶ | ۷ | ۸ | ۹ | ۱۰ | ۱۱ | ۱۲ | ۱۳ | ۱۴ | ۱۵ | ۱۶ | ۱۷ | ۱۸ | ۱۹ | ۲۰ | ۲۱ | ۲۲ | ۲۳ | ۲۴ | ۲۵ | ۲۶ | ۲۷ | ۲۸ | ۲۹ | ۳۰ |
| ----- | - | - | - | - | - | - | - | - | - | -- | -- | -- | -- | -- | -- | -- | -- | -- | -- | -- | -- | -- | -- | -- | -- | -- | -- | -- | -- | -- |
| زمین  | خ | م | خ | خ | م | خ | م | خ | م | خ  | م  | خ  | م  | خ  | م  | م  | خ  | م  | م  | خ  | م  | خ  | م  | خ  | م  | خ  | م  | خ  | م  | خ  |
| نتیجه | پ | پ | پ | ت | پ | ت | ش | ت | ت | ش  | ت  | پ  | ش  | ت  | ت  | ت  | ت  | ت  | ش  | ش  | ش  | ت  | پ  | ت  | ت  | ت  | پ  | ش  | ش  | ش  |
| وضعیت | ۲ | ۲ | ۱ | ۱ | ۱ | ۲ | ۲ | ۲ | ۲ | ۴  | ۶  | ۴  | ۷  | ۷  | ۸  | ۸  | ۹  | ۱۰ | ۱۰ | ۱۰ | ۱۰ | ۱۱ | ۱۱ | ۱۱ | ۱۱ | ۱۱ | ۱۱ | ۹  | ۱۰ | ۱۱ |

آخرین بروزرسانی: ٫ ۱۵ مه ۲۰۱۶.
منبع: Ipl (به انگلیسی) {{citation}}: External link in |عنوان= (help)

زمین: م = مهمان، خ = خانه. نتیجه: ت = تساوی، ش = شکست، پ = پیروزی.

#### جزئیات بازی‌ها
برد
      مساوی
      باخت
      انجام نشده
| تاریخ هفته | میزبان | نتیجه | مهمان | محل برگزاری |

| ۰۸ مرداد ۱۳۹۴ ۱ | سپاهان                              | ۱ – ۰      | استقلال خوزستان                            | اصفهان                                                         |
| ۱۹:۳۵           | عقیلی '۶۰ · شریفی ۶۵' · خلعتبری '۷۸ | خلاصه بازی | خنیفر '۴۴ دورقی '۵۰ سیف الهی '۷۸ زهیوی '۸۸ | ورزشگاه: فولادشهر تماشاگران: ۸۰۰۰ داور: حسن اکرمی (گنبد کاووس) |

| ۱۶ مرداد ۱۳۹۴ ۲ | ذوب‌آهن | ۰ – ۱      | سپاهان    | اصفهان                                                       |
| ۲۱:۰۰           |        | خلاصه بازی | کریمی ۷۳' | ورزشگاه: فولادشهر تماشاگران: ۱۰۰۰۰ داور: محسن قهرمانی (مشهد) |

| ۲۲ مرداد ۱۳۹۴ ۳ | سپاهان                                                            | ۴ – ۲      | پرسپولیس | اصفهان                                                        |
| ۱۹:۳۰           | حاج‌صفی ۸' · کریمی '۳۵ · عقیلی ۵۷' (پ. ن) · کرمی '۶۳ · خلعتبری ۸۱' | خلاصه بازی | علیپور '۹ · طارمی ۱۲' · عالیشاه ۳۳' · کامیابی‌نیا '۳۵ · اومانیا ۳۹' (گ. خ) · کفشگری '۵۶ · انصاری '۷۰ · عالیشاه '۸۷ | ورزشگاه: فولادشهر تماشاگران: ۱۵۰۰۰ داور: سیدحسین زرگر (سمنان) |

| ۲۸ مرداد ۱۳۹۴ ۴ | سپاهان               | ۱ – ۱      | فولاد                    | اصفهان                                                    |
| ۱۹:۳۵           | غفوری '۱۱ · کرمی ۶۷' | خلاصه بازی | عقیلی‌نژاد '۶ · آقایی ۳۲' | ورزشگاه: فولادشهر تماشاگران: ۲۰۰۰ داور: محسن ترکی (تهران) |

| ۳ شهریور ۱۳۹۴ ۵ | سایپا           | ۰ – ۲      | سپاهان                                                        | اصفهان                                                        |
| ۲۱:۰۰           | ابراهیم‌زاده '۷۷ | خلاصه بازی | خلعتبری '۴ · حاج‌صفی ۵۵' · شریفی '۸۶ · حاج‌صفی ۹۰' · حاج‌صفی '۹۱ | ورزشگاه: اکباتان تماشاگران: ۵۰۰ داور: البرز حاجی‌پور (خوزستان) |

| ۲۸ مرداد ۱۳۹۴ ۶ | سپاهان | ۰ – ۰      | تراکتورسازی | اصفهان                                                        |
| ۱۷:۰۰           |        | خلاصه بازی |             | ورزشگاه: فولادشهر تماشاگران: ۲۰۰۰ داور: افشین خورشیدی (تهران) |

| ۲ مهر ۱۳۹۴ ۷ | صبا                                     | ۱ – ۰      | سپاهان    | قم                                                   |
| ۱۷:۲۰        | علی‌محمدی ۶' · اسلامی '۶۱ · علی‌محمدی '۸۴ | خلاصه بازی | شریفی '۸۶ | ورزشگاه: یادگار امام تماشاگران: ۵۰۰ داور: پیام حیدری |

| ۲۴ مهر ۱۳۹۴ ۸ | سپاهان                           | ۱ – ۱      | سیاه‌جامگان                                                    | اصفهان                                                        |
| ۱۷:۰۰         | گردان '۱۴ · شریفی ۴۵' · کرمی '۶۸ | خلاصه بازی | شربتی '۳۶ · افشار ۵۸' · داسیلوا '۶۶ · عنایتی '۷۴ · کامدار '۹۳ | ورزشگاه: فولادشهر تماشاگران: ۲۰۰۰ داور: رضا کرمانشاهی (تهران) |

| ۲۸ مهر ۱۳۹۴ ۹ | ملوان        | ۰ – ۰      | سپاهان               | بندر انزلی                                            |
| ۱۵:۳۰         | یوسف‌زاده '۸۴ | خلاصه بازی | گردانی '۱۸ کریمی '۸۳ | ورزشگاه: تختی انزلی تماشاگران: ۲۲۷۰ داور: تورج حق‌وردی |

| ۴ آبان ۱۳۹۴ ۱۰ | سپاهان     | ۰ – ۳      | استقلال                                             | اصفهان                                                            |
| ۱۵:۰۰          | موسایف '۳۲ | خلاصه بازی | اسماعیلی ۶' · انصاری ۵۳' · برزای ۷۷' · ابراهیمی '۹۲ | ورزشگاه: فولادشهر تماشاگران: ۱۰٫۰۰۰ داور: شاهین حاجی‌بابایی (بناب) |

| ۹ آبان ۱۳۹۴ ۱۱ | استقلال اهواز                     | ۱ – ۱      | سپاهان                   | اهواز                                         |
| ۱۶:۵۰          | آشوبی '۲۹ · مجیدی '۳۸ · آشوبی ۸۰' | خلاصه بازی | خلعتبری ۲۴' · روشندل '۵۵ | ورزشگاه: تختی تماشاگران: ۵۰۰ داور: پیام حیدری |

| ۲۹ آبان ۱۳۹۴ ۱۲ | سپاهان                                                            | ۲ – ۱      | نفت                     | اصفهان                                                        |
| ۱۵:۱۵           | گردانی '۳۳ · شریفی ۱+۴۵' · سرلک '۸۶ · عقیلی ۹۰' (P) · کریمی '۴+۹۰ | خلاصه بازی | بوحمدان ۳۱ · قربانی ۳۶' | ورزشگاه: فولادشهر تماشاگران: ۵٫۰۰۰ داور: علیرضا فغانی (تهران) |

| ۸ آذر ۱۳۹۴ ۱۳ | گسترش فولاد | ۱ – ۰      | سپاهان                          | تبریز               |
| ۱۵:۰۰         | گودرزی ۱۸'  | خلاصه بازی | روشندل '۳۴ عقیلی '۵۶ کرمی '۱+۹۰ | ورزشگاه: بنیان دیزل |

| ۲۲ آذر ۱۳۹۴ ۱۴ | سپاهان                          | ۰ – ۰      | راه‌آهن | اصفهان                                                       |
| ۱۵:۱۵          | گردانی '۱۶ خلعتبری '۴۴ کرمی '۸۲ | خلاصه بازی |        | ورزشگاه: فولادشهر تماشاگران: ۸۰۰ داور: محمدرضا فغانی (تهران) |

| ۲۷ آذر ۱۳۹۴ ۱۵ | پدیده                               | ۱ – ۱      | سپاهان                | مشهد                         |
| ۱۴:۴۵          | خیری '۵۴ · عباسیان ۸۷' · مردانی '۸۸ | خلاصه بازی | احمدی '۳۳ · شریفی ۴۵' | ورزشگاه: ثامن داور: رضا عادل |

| ۵ دی ۱۳۹۴ ۱۶ | استقلال خوزستان       | ۱ – ۱      | سپاهان                                          | اهواز                         |
| ۱۵:۰۰        | زهیوی ۵۸' · زهیوی '۸۹ | خلاصه بازی | غفوری '۴۸ · خلعتبری ۸۵' · عقیلی '۶۱ · احمدی '۹۲ | ورزشگاه: غدیر داور: محسن ترکی |

| ۱۰ دی ۱۳۹۴ ۱۷ | سپاهان | ۱ – ۱      | ذوب‌آهن | اصفهان                                                                           |
| ۱۵:۰۰         | خلعتبری ۴۱' · کریمی '۵۰ · فوزیل '۶۰ · کرمی '۶۶ · بازیکنان: · احمدی، محرم(۷۹ میلاد سرلک)، رسول نویدکیا(۵۹ پاپی)، خلعتبری، کرمی، کریمی، فوزیل، شریفی، روشندل، عقیلی و علی احمدی (۵۶ قائدی‌فر) | خلاصه بازی | پهلوان ۱۴' · مهدی‌پور '۵۸ · حسن‌زاده '۶۰ · پهلوان '۶۹ · بازیکنان: · مظاهری، همام، محمدی، حق‌وردی، اسماعیل، پهلوان، تبریزی(۸۵اسماعیل‌فر)، مهدی‌پور، حدادی‌فر، مهدی رجب‌زاده (۷۶ شکاری) وحسن‌زاده (۷۰ رضایی) | ورزشگاه: فولادشهر تماشاگران: ۲۰۰۰ داور: حسین زرگر کمک‌ها: سجاد طوری، مهدی عالیقدر |

| ۱۳ بهمن ۱۳۹۴ ۱۸ | پرسپولیس | ۲ – ۲      | سپاهان | تهران                                                                              |
| ۱۷:۰۰           | مسلمان '۲۵ · علیپور ۴۸' · کامیابی‌نیا ۷۴' · حاتمی '۸۲ · بازیکنان: · لوبانوف، بنگر، نورمحمدی، رضاییان، حاتمی، کامیابی‌نیا، نوراللهی(۴۶علی‌پور)، مسلمان، طارمی، احمدزاده (۷۰کمندانی) و عالیشاه | خلاصه بازی | فوزیل ۹' · شیمبا '۲۵ · کریمی '۳۲ · شیمبا ۶۴' · پادو '۷۶ · بازیکنان: · احمدی، محرم(۶۵ ایبرو)، رسول نویدکیا، خلعتبری(۷۳منوچهری)، کرمی، کریمی، فوزیل، شیمبا(۸۸علی احمدی) گردانی، وریا و پادو | ورزشگاه: آزادی تماشاگران: ۷۵۰۰۰ داور: بیژن حیدری کمک‌ها: محمدرضا منصوری، بابک داوری |

| ۱۸ بهمن ۱۳۹۴ ۱۹ | فولاد                                    | ۱ – ۰      | سپاهان                  | اهواز |
| ۱۵:۰۰           | اهل‌شاخه '۷۰ · اهل‌شاخه ۷۰' · مطلق‌زاده '۸۱ | خلاصه بازی | کرمی '۳۸ حسین فاضلی '۹۴ | ورزشگاه: غدیر تماشاگران: ۶۰۰۰ داور: تورج حق‌وردی کمک‌ها: علی ميرزابيگی، فرهاد مروجی داور چهارم: سعيد رحيمی‌مقدم |

| ۲۳ بهمن ۱۳۹۴ ۲۰ | سپاهان                             | ۱ – ۲      | سایپا                         | اصفهان                                                                                                 |
| ۱۵:۰۰           | گردانی '۴۶ · غفوری '۸۶ · شیمبا ۹۲' | خلاصه بازی | میداوودی ۵۹' · علی زینالی ۷۷' | ورزشگاه: فولادشهر داور: شاهین حاج بابایی کمک‌ها: حمید غمزه، محمدرضا مدیرروستا داور چهارم: هادی حاج‌عباسی |

| ۲۹ بهمن ۱۳۹۴ ۲۱ | تراکتورسازی                      | ۲ – ۱         | سپاهان | تبریز                                    |
| ۱۵:۱۵           | نانگ ۲۸' · آقایی '۴۲ · شریفی ۹۴' | [ خلاصه بازی] | ۱۳'رسول · '۵۸کرمی · '۸۱فوزیل · بازیکنان: · رحمان، کرمی، احمدی، غفوری، قائدی‌فر، کریمی، فوزیل، رسول (۴۶ خلعتبری)، محرم، میرزایی و شیمبا | ورزشگاه: یادگار امام داور: اشکان خورشیدی |

| ۱۶ اسفند ۱۳۹۴ ۲۲ | سپاهان                            | ۲ – ۲      | صبا                         | اصفهان                                                                                         |
| ۱۷:۳۰            | فاضلی ۵' · شیمبا ۸' · قائدی‌فر '۴۶ | خلاصه بازی | باقری ۱۱' · فرید بهزادی ۵۹' | ورزشگاه: فولادشهر تماشاگران: ۶۰۰ داور: محسن ترکی کمک‌ها: محمد راهی، حسن انتظاری، روح الله شريفی |

| ۲۰ اسفند ۱۳۹۴ ۲۳ | سیاه‌جامگان | ۰ – ۱      | سپاهان | مشهد                                                                                |
| ۱۵:۳۰            |            | خلاصه بازی | فوزیل ۹۰' · بازیکنان: · رحمان، کرمی، پادو، قائدی‌فر، محمد روشندل، فوزیل، کریمی، (۶۷ میلاد سرلک)، ، رسول( ۴۶فاضلی)، پاپی ( ۶۲ایبرو)، امین منوچهری و شیمبا | ورزشگاه: ثامن تماشاگران: ۶۰۰ داور: علیرضا فغانی کمک‌ها: علیرضا ایلدروم، سعید آل وردی |

| ۱۲ فروردین ۱۳۹۵ ۲۴ | سپاهان                                              | ۲ – ۲      | ملوان                                                                    | اصفهان |
| ۱۷:۳۰              | رسول نویدکیا ۱۴' · وریا '۷۴ · شیمبا '۸۷ · شیمبا ۹۰' | خلاصه بازی | پورقاز '۴۶ · کنعانی ۶۵' · حسینی '۸۲ · درویشی '۸۷ · زارع ۹۴' · اولادی '۹۵ | ورزشگاه: فولادشهر تماشاگران: ۱۴۰۰ داور: بيژن حيدری کمک‌ها:محمد جواد مداح، فريد اميدوار داور چهارم جواد شرفی |

| ۲۲ فروردین ۱۳۹۵ ۲۵ | استقلال      | ۰ – ۰      | سپاهان                           | تهران |
| ۱۹:۰۰              | اسماعیلی '۷۰ | خلاصه بازی | قائدی‌فر '۳۳ خلعتبری '۶۶ کرمی '۸۱ | ورزشگاه: آزادی تماشاگران: ۳۸۰۰۰ داور: تورج حق وردی کمک‌ها: رضا سخندان، حسن ظهيری داور چهارم: پيروز سيف الله پور |

| ۲۶ فروردین ۱۳۹۵ ۲۶ | سپاهان                              | ۱ – ۱      | استقلال اهواز                                     | اصفهان |
| ۱۷:۰۰              | احمدی '۴۶ · منوچهری ۶۷' · شیمبا '۷۵ | خلاصه بازی | کلاه‌کج ۴۶' · اسلامی '۶۷ · مرادیان '۸۳ · بهیمی '۸۷ | ورزشگاه: فولادشهر تماشاگران: ۵۰۰ داور: پيروز سيف الله پور کمک‌ها: فرزاد بهرامی، يعقوب سخندان داور چهارم: رضا مهدوی |

| ۵ اردیبهشت ۱۳۹۵ ۲۷ | نفت | ۰ – ۱         | سپاهان      | تهران          |
| ۱۷:۰۰              |     | [ خلاصه بازی] | منوچهری ۸۹' | ورزشگاه: آزادی |

| ۹ اردیبهشت ۱۳۹۵ ۲۸ | سپاهان                                           | ۲ – ۱         | گسترش فولاد     | اصفهان                                                                                |
| ۱۸:۰۰              | شیمبا '۳۲ · منوچهری ۳۸' · روشندل '۶۵ · کریمی ۸۹' | [ خلاصه بازی] | شجاعیان ۸۸' (P) | ورزشگاه: فولادشهر تماشاگران: ۲۰۰۰ داور: سعید بخشی‌زاده کمک‌ها: جلیل شعرانی، فرهاد مروجی |

| ۱۹ اردیبهشت ۱۳۹۵ ۲۹ | راه‌آهن                       | ۱ – ۰         | سپاهان                | تهران            |
| ۱۸:۰۰               | مهرداد محمدی ۵۵' · فاطمی '۸۶ | [ خلاصه بازی] | خلعتبری '۷۱ شیمبا '۸۳ | ورزشگاه: اکباتان |

| ۲۴ اردیبهشت ۱۳۹۵ ۳۰ | سپاهان   | ۰ – ۲         | پدیده                | اصفهان                                                                                 |
| ۱۸:۰۰               | سرلک '۳۲ | [ خلاصه بازی] | گرامی ۵' · یوسفی ۷۶' | ورزشگاه: فولادشهر تماشاگران: ۵۰۰ داور: سعید رحیمی‌مقدم کمک‌ها: جواد قنبریان، محسن سلطانی |

### جام حذفی

#### جزئیات بازی‌ها
| ۲۰ شهریور ۱۳۹۴ ۱/۱۶ | سپاهان                                            | ۴ – ۰      | سفیر آبیک قزوین | اصفهان                 |
| ۱۹:۳۵               | پاپی ۶' · پاپی ۳۸' · خلعتبری ۶۵' · جهان‌عالیان ۷۵' | خلاصه بازی |                 | ورزشگاه: صفائیه مبارکه |

| ۲۸ شهریور ۱۳۹۴ ۱/۸ | کارای شیراز | ۱ – ۳      | سپاهان                                     | شیراز           |
| ۱۹:۳۵              | چراغی ۵۳'   | خلاصه بازی | شریفی ۱۱' · شریفی ۳۳' · رسول نویدکیا ۱+۹۰' | ورزشگاه: حافظیه |

| ۱۴ آبان ۱۳۹۴ ۱/۴ | سپاهان                 | ۲ – ۰      | راه‌آهن | اصفهان            |
| ۱۵:۰۰            | کریمی ۹۴' · شریفی ۱۱۱' | خلاصه بازی |        | ورزشگاه: فولادشهر |

| ۳ آذر ۱۳۹۴ ۱/۲                      | ذوب‌آهن                                                      | ۲ – ۲ (و.ا.) (۴–۱ پنالتی) | سپاهان                                                                       | اصفهان                                            |
| ۱۴:۳۰                               | رضایی ۲' · همام '۲۲ · تبریزی '۳۲ · اسماعیل '۷۷ · حسینی ۱۱۰' | خلاصه بازی                | غفوری ۵۱' · غفوری '۵۲ · سرلک '۳۲ '۸۴ · خلعتبری '۸۸ · گردانی '۹۳ · غفوری ۱۲۲' | ورزشگاه: فولادشهر تماشاگران: ۵۰۰۰ داور: محسن ترکی |
|                                     | ضربات پنالتی                                                |                           |                                                                              |                                                   |
| رجب‌زاده · رضایی · حسن‌زاده · مهدی‌پور |                                                             | عقیلی · غفوری · کریمی     |                                                                              |                                                   |

### لیگ قهرمانان آسیا

#### جزئیات بازی‌ها
| ۴ اسفند ۱۳۹۴ ۱     | سپاهان | ۲ – ۰ | النصر        | ورزشگاه فولادشهر, اصفهان |
| ۱۸:۳۰ یوتی‌سی ۳:۳۰+ | شیمبا ۱۳' · شیمبا '۴۶ · شیمبا ۵۰' · بازیکنان: · گردان، پادو، کرمی، ،قائدی‌فر، وریا (احمدی ۹۱)، فوزیل، کریمی، ایبرو (جهان‌عالیان ۷۴)، خلعتبری(گردانی ۸۵)، فاضلی و شیمبا | گزارش | '۴۶طارق احمد |                          |

| ۱۱ اسفند ۱۳۹۴ ۲ | النصر                                | ۲–۰   | سپاهان | ورزشگاه آل مکتوم، دبی            |
| ۲۰:۳۰ یوتی‌سی۴+  | نیلمار ۵۷' · پیترویپا ۹۰+۳' (پنالتی) | گزارش |        | تماشاگران: ۳۲۰۰ داور: کو هنگ-جین |

| ۲۵ اسفند ۱۳۹۴ ۳    | سپاهان | ۰–۲   | لوکوموتیو                            | ورزشگاه فولادشهر، اصفهان         |
| ۱۶:۰۰ یوتی‌سی ۳:۳۰+ |        | گزارش | مراد کیتمایف ۱۴' · سردار میرزایف ۸۶' | تماشاگران: ۱۶۲۰ داور: ریوجی ساتو |

| ۱۸ فروردین ۱۳۹۵ ۴ | لوکوموتیو            | ۱–۰   | سپاهان | ورزشگاه لوکوموتیو, تاشکند          |
| ۱۶:۰۰ یوتی‌سی۵+    | تیمور عبدالخالقف ۴۳' | گزارش |        | تماشاگران: ۲۶۲۰ داور: علی عبدالنبی |

| ۱ اردیبهشت ۱۳۹۵ ۵ | الاتحاد                                                           | ۴–۰   | سپاهان | جاسم بن حمد, دوحه                    |
| ۲۰:۴۵ یوتی‌سی۳+    | عبدالرحمن القامدی ۴۵+۲'، ۸۶' · فهد المولد ۸۳' · کلمان ریواس ۹۰+۱' | گزارش |        | تماشاگران: ۱,۳۵۲ داور: کیم جونگ-هیوک |

| ۱۵ اردیبهشت ۱۳۹۵ ۶ | سپاهان | ۰–۲   | الاتحاد                                 | سلطان قابوس, مسقط                               |
| ۱۹:۳۰ یوتی‌سی ۴:۳۰+ |        | گزارش | لوسیان سانمارتان ۱۵' · أحمد الناظری ۷۴' | تماشاگران: ۵,۲۵۰ داور: محمد امیرول ایزوان یعقوب |

## باشگاه

### کادر فنی باشگاه
| سمت                   | نام            |
| --------------------- | -------------- |
| سرمربی                | قاسم زاغی‌نژاد  |
| کمک مربی‌ها            | ایوو شپاروویچ  |
| کمک مربی‌ها            | مجید بصیرت     |
| مربی دروازه‌بان‌ها      | زوران واروودیچ |
| مربی بدنسازی          | علیرضا ربانی   |
| سرپرست                | رسول خوروش     |
| ویدئو ادیتور (آنالیز) | منوچهر رضائی   |
| پزشک                  | محمدجعفر رشادی |
| فیزیوتراپیست          | عباس یوسف‌زاده  |
| مدیر اداری-اجرایی     | رضا فتاحی      |
| تدارکات               | ناصر ملارضایی  |
| تدارکات               | سعید شبیه‌خانی  |
| مدیر رسانه‌ای          | مرتضی رمضانی   |
| روابط عمومی           | حمید باقری     |

| سمت                   | نام            |
| --------------------- | -------------- |
| سرمربی                | ایگور اشتیماتس |
| کمک مربی‌ها            | ایوو شپاروویچ  |
| کمک مربی‌ها            | مجید بصیرت     |
| کمک مربی‌ها            | قاسم زاغی‌نژاد  |
| مربی دروازه‌بان‌ها      | زوران واروودیچ |
| مربی بدنسازی          | علیرضا ربانی   |
| سرپرست                | رسول خوروش     |
| ویدئو ادیتور (آنالیز) | منوچهر رضائی   |
| پزشک                  | محمدجعفر رشادی |
| فیزیوتراپیست          | عباس یوسف‌زاده  |
| مدیر اداری-اجرایی     | رضا فتاحی      |
| تدارکات               | ناصر ملارضایی  |
| تدارکات               | سعید شبیه‌خانی  |
| مدیر رسانه‌ای          | مرتضی رمضانی   |
| روابط عمومی           | حمید باقری     |

| سمت                   | نام                           |
| --------------------- | ----------------------------- |
| سرمربی                | حسین فرکی محرم نویدکیا (موقت) |
| کمک مربی‌ها            | احمد خداداد                   |
| کمک مربی‌ها            | مجید بصیرت                    |
| کمک مربی‌ها            | قاسم زاغی‌نژاد                 |
| مربی دروازه‌بان‌ها      | احمد سجادی                    |
| مربی بدنسازی          | علی صالح‌نیا                   |
| سرپرست                | رسول خوروش                    |
| ویدئو ادیتور (آنالیز) | منوچهر رضائی                  |
| پزشک                  | محمدجعفر رشادی                |
| فیزیوتراپیست          | علی خرمی                      |
| مدیر اداری-اجرایی     | رضا فتاحی                     |
| تدارکات               | ناصر ملارضایی                 |
| تدارکات               | سعید شبیه‌خانی                 |
| مدیر رسانه‌ای          | مرتضی رمضانی                  |
| روابط عمومی           | حمید باقری                    |

### آمار عملکرد سرمربی

#### حسین فرکی
| فصل        | آمار | آمار  | آمار | آمار   | آمار     | آمار  | آمار   | آمار    | آمار     | آمار  | آمار |
| بازی       | برد  | مساوی | باخت | گ. زده | گ. خورده | تفاضل | امتیاز | میانگین | درصد برد | رتبه  |      |
| ---------- | ---- | ----- | ---- | ------ | -------- | ----- | ------ | ------- | -------- | ----- | ---- |
| لیگ ۹۵–۹۴  | ۱۱   | ۴     | ۵    | ۲      | ۱۱       | ۹     | ۲+     | ۱۷      | ۱٫۵۴     | ۳۶٫۳٪ | ششم  |
| حذفی ۹۵–۹۴ | ۲    | ۲     | ۰    | ۰      | ۷        | ۱     | ۶+     | ۶       | ۳        | ۱۰۰٪  | ۱/۸  |
| مجموع      | ۱۳   | ۶     | ۵    | ۲      | ۱۸       | ۱۰    | ۸+     | ۲۳      | ۲٫۱۶     | ۴۶٫۱٪ |      |

#### ایگور استیماچ
| فصل        | آمار | آمار  | آمار | آمار   | آمار     | آمار  | آمار   | آمار    | آمار     | آمار  | آمار   |
| بازی       | برد  | مساوی | باخت | گ. زده | گ. خورده | تفاضل | امتیاز | میانگین | درصد برد | رتبه  |        |
| ---------- | ---- | ----- | ---- | ------ | -------- | ----- | ------ | ------- | -------- | ----- | ------ |
| لیگ ۹۵–۹۴  | ۱۴   | ۱     | ۹    | ۴      | ۱۴       | ۱۷    | ۳-     | ۱۵      | ۱٫۷      | ۷.۱۴٪ | یازدهم |
| حذفی ۹۵–۹۴ | ۱    | ۰     | ۱    | ۰      | ۲        | ۲     | ۰      | ۱       | ۱        | ۰٪    | ۱/۲    |
| آسیا ۲۰۱۶  | ۵    | ۱     | ۰    | ۴      | ۲        | ۹     | ۷-     | ۳       | ۰.۶      | ۲۰٪   | ۴      |
| مجموع      | ۲۰   | ۲     | ۱۰   | ۸      | ۱۸       | ۲۸    | ۱۰-    | ۱۹      | ۰.۹۵     | ۱۰٪   |        |

#### قاسم زاغی‌نژاد
| فصل                                  | آمار | آمار  | آمار | آمار   | آمار     | آمار  | آمار   | آمار    | آمار     | آمار | آمار          |
| بازی                                 | برد  | مساوی | باخت | گ. زده | گ. خورده | تفاضل | امتیاز | میانگین | درصد برد | رتبه |               |
| ------------------------------------ | ---- | ----- | ---- | ------ | -------- | ----- | ------ | ------- | -------- | ---- | ------------- |
| لیگ ۹۵–۹۴                            | ۳    | ۱     | ۰    | ۲      | ۱        | ۳     | ۲-     | ۳       | ۱        | ۳۳٪  | یازدهم        |
| آسیا ۲۰۱۶                            | ۱    | ۰     | ۰    | ۱      | ۰        | ۲     | ۲-     | ۰       | ۰        | ۰٪   | چهارم (گروهی) |
| مجموع                                | ۴    | ۱     | ۰    | ۳      | ۱        | ۵     | ۴-     | ۳       | ۰/۷      | ۲۵٪  |               |
| آخرین به روز رسانی: ۲۵ اردیبهشت ۱۳۹۵ |      |       |      |        |          |       |        |         |          |      |               |

### کاپیتان
۱. محرم نویدکیا
۲. هادی عقیلی
۳. حسین پاپی
۴. احسان حاج صفی

## آمار کلی بازیکنان
| احمدی عقیلی گردانی کرمی روشندل غفوری پاپی کریمی نویدکیا شریفی خلعتبری |

## بازیکنان
فهرست بازیکنان باشگاه فوتبال سپاهان اصفهان در فصل ۹۵–۱۳۹۴ به شرح زیر است:

### بازیکنان کنونی
| شماره |                 | نقش       | بازیکن                 |
| ----- | --------------- | --------- | ---------------------- |
| ۱     | ایران           | دروازه‌بان | رحمان احمدی            |
| ۲     | برزیل           | مدافع     | لئاندرو پادوانی        |
| ۳     | ایران           | مدافع     | حبیب گردانی            |
| ۴     | ایران           | میانی     | محرم نویدکیا (کاپیتان) |
| ۶     | ایران           | میانی     | میلاد سرلک             |
| ۷     | ایران           | میانی     | حسین پاپی              |
| ۸     | ایران           | میانی     | رسول نویدکیا           |
| ۹     | ایران           | میانی     | محمدرضا خلعتبری        |
| ۱۰    | ایران           | مدافع     | عبدالله کرمی           |
| ۱۱    | ایران           | میانی     | امین جهان‌عالیان        |
| ۱۲    | ایران           | میانی     | علی کریمی              |
| ۱۴    | ایران           | مهاجم     | وحید نجفی              |
| ۱۵    | ایران           | مدافع     | علی غلامی              |
| ۱۷    | بوسنی و هرزگوین | هافبک     | سنیاد ایبریچیچ         |
| ۱۸    | ازبکستان        | میانی     | فوزیل موسایف           |
| ۲۱    | ایران           | مدافع     | وریا غفوری             |
| ۲۲    | ایران           | دروازه‌بان | فرید نجات              |
| ۲۴    | ایران           | مدافع     | آرمین سهرابیان         |

| شماره |       | نقش       | بازیکن                   |
| ----- | ----- | --------- | ------------------------ |
| ۲۶    | ایران | مدافع     | علی احمدی                |
| ۲۷    | ایران | دروازه‌بان | مهدی امینی               |
| ۲۹    | برزیل | مهاجم     | لوسیانو پریرا            |
| ۳۳    | ایران | مدافع     | سعید قائدی‌فر             |
| ۳۵    | ایران | دروازه‌بان | شهاب گردان               |
| ۳۷    | ایران | مهاجم     | حسین فاضلی               |
| ۳۹    | ایران | مدافع     | محمد روشندل              |
| ۴۷    | ایران | مدافع     | هادی عقیلی (کاپیتان دوم) |
| ۶۶    | ایران | مدافع     | محمدعلی احمدی            |
| ۶۸    | ایران | میانی     | رضا اسدی                 |
| ۷۰    | ایران | میانی     | حامد بحیرایی             |
| ۷۴    | ایران | مهاجم     | امین منوچهری             |
| ۷۷    | ایران | مهاجم     | رضا میرزایی              |
| ۸۰    | ایران | هافبک     | علی هزامی                |
| ۸۸    | ایران | مدافع     | عارف غلامی               |
| ۹۹    | ایران | مهاجم     | مهدی علیمرادی            |
|       | ایران | هافبک     | ناصر قلاوند              |

### گل
| بازیکن          | گل |
| --------------- | -- |
| مهدی شریفی      | ۷  |
| لوسیانو پریرا   | ۶  |
| محمدرضا خلعتبری | ۵  |
| احسان حاج‌صفی    | ۳  |
| علی کریمی       | ۳  |
| رسول نویدکیا    | ۳  |
| امین منوچهری    | ۳  |
| حسین پاپی       | ۲  |
| هادی عقیلی      | ۲  |
| وریا غفوری      | ۲  |
| فوزیل موسایف    | ۲  |
| عبدالله کرمی    | ۱  |
| امین جهان‌عالیان | ۱  |
| حسین فاضلی      | ۱  |

| بازیکن          | گل |
| --------------- | -- |
| مهدی شریفی      | ۴  |
| محمدرضا خلعتبری | ۴  |
| لوسیانو پریرا   | ۴  |
| احسان حاج‌صفی    | ۳  |
| امین منوچهری    | ۳  |
| هادی عقیلی      | ۲  |
| علی کریمی       | ۲  |
| فوزیل موسایف    | ۲  |
| رسول نویدکیا    | ۲  |
| عبدالله کرمی    | ۱  |
| حسین فاضلی      | ۱  |

| بازیکن          | گل |
| --------------- | -- |
| مهدی شریفی      | ۳  |
| حسین پاپی       | ۲  |
| وریا غفوری      | ۲  |
| امین جهان‌عالیان | ۱  |
| محمدرضا خلعتبری | ۱  |
| علی کریمی       | ۱  |
| رسول نویدکیا    | ۱  |

| بازیکن        | گل |
| ------------- | -- |
| لوسیانو پریرا | ۲  |

### پاس گل
| بازیکن          | پاس گل |
| --------------- | ------ |
| رسول نویدکیا    | ۵      |
| محمدرضا خلعتبری | ۵      |
| احسان حاج‌صفی    | ۲      |
| وریا غفوری      | ۲      |
| حسین پاپی       | ۲      |
| حبیب گردانی     | ۱      |
| فوزیل موسایف    | ۱      |
| محمد روشندل     | ۱      |
| محرم نویدکیا    | ۱      |

| بازیکن          | پاس گل |
| --------------- | ------ |
| محمدرضا خلعتبری | ۳      |
| رسول نویدکیا    | ۳      |
| وریا غفوری      | ۲      |
| احسان حاج‌صفی    | ۲      |
| حبیب گردانی     | ۱      |
| محمد روشندل     | ۱      |

| بازیکن          | پاس گل |
| --------------- | ------ |
| حسین پاپی       | ۲      |
| رسول نویدکیا    | ۲      |
| فوزیل موسایف    | ۱      |
| محمدرضا خلعتبری | ۱      |

### نقل و انتقالات

#### بازیکنان قرضی
| شماره |       | پست   | بازیکن                                  |
| ----- | ----- | ----- | --------------------------------------- |
| ۳     | ایران | مدافع | شجاع خلیل‌زاده ((سربازی) به تراکتورسازی) |
| ۴۰    | ایران | مدافع | علی حمودی ((سربازی) به تراکتورسازی)     |
| ۲۰    | ایران | مهاجم | مهدی شریفی ((سربازی) به تراکتورسازی)    |

| شماره |       | پست   | بازیکن                           |
| ----- | ----- | ----- | -------------------------------- |
| ۲۶    | ایران | مهاجم | علی چوپانی ((قرضی) به پدیده)     |
| ۹۹    | ایران | هافبک | امیرحسین کریمی ((قرضی) به گسترش) |

برای مشاهده نقل و انتقالات این فصل لیگ برتر می‌توانید به این لینک مراجعه کنید
'.

#### پیش فصل
۲۱ تیرماه ۱۳۹۴
| شماره |       | نقش   | بازیکن                         |
| ----- | ----- | ----- | ------------------------------ |
| ۲     | برزیل | هافبک | لئاندرو پادوانی (از نفت تهران) |
| ۳     | ایران | مدافع | حبیب گردانی (از تراکتورسازی)   |

| شماره |       | نقش   | بازیکن                         |
| ----- | ----- | ----- | ------------------------------ |
| ۲     | برزیل | هافبک | لئاندرو پادوانی (از نفت تهران) |
| ۳     | ایران | مدافع | حبیب گردانی (از تراکتورسازی)   |

| شماره |        | نقش   | بازیکن                             |
| ----- | ------ | ----- | ---------------------------------- |
| ۹۹    | ایران  | هافبک | امیرحسین کریمی (به گسترش فولاد)    |
| ۱۸    | ایران  | مدافع | محمدحسین مرادمند (به پدیده خراسان) |
| ۱۴    | آلبانی | مهاجم | جواهیر سوکای                       |
| ۲۸    | ایران  | هافبک | احسان حاج‌صفی (به اف‌اس‌وی فرانکفورت) |

| شماره |        | نقش   | بازیکن                             |
| ----- | ------ | ----- | ---------------------------------- |
| ۹۹    | ایران  | هافبک | امیرحسین کریمی (به گسترش فولاد)    |
| ۱۸    | ایران  | مدافع | محمدحسین مرادمند (به پدیده خراسان) |
| ۱۴    | آلبانی | مهاجم | جواهیر سوکای                       |
| ۲۸    | ایران  | هافبک | احسان حاج‌صفی (به اف‌اس‌وی فرانکفورت) |

#### نیم فصل
۱۸ دی ۱۳۹۴
| شماره |                 | نقش   | بازیکن                        |
| ----- | --------------- | ----- | ----------------------------- |
| ۱۷    | بوسنی و هرزگوین | هافبک | سنیاد ایبریچیچ (از کارسی‌یاکا) |
| ۸۰    | ایران           | هافبک | علی هزامی (از فولاد)          |
| ۷۴    | ایران           | مهاجم | امین منوچهری (از راه‌آهن)      |

| شماره |                 | نقش   | بازیکن                        |
| ----- | --------------- | ----- | ----------------------------- |
| ۱۷    | بوسنی و هرزگوین | هافبک | سنیاد ایبریچیچ (از کارسی‌یاکا) |
| ۸۰    | ایران           | هافبک | علی هزامی (از فولاد)          |
| ۷۴    | ایران           | مهاجم | امین منوچهری (از راه‌آهن)      |

| شماره |       | نقش   | بازیکن                               |
| ----- | ----- | ----- | ------------------------------------ |
| ۲۰    | ایران | مهاجم | مهدی شریفی ((سربازی) به تراکتورسازی) |

| شماره |       | نقش   | بازیکن                               |
| ----- | ----- | ----- | ------------------------------------ |
| ۲۰    | ایران | مهاجم | مهدی شریفی ((سربازی) به تراکتورسازی) |